# Aminzahl
Unter Aminzahl versteht man die Menge KOH in mg, die dem Aminanteil von 1 g Substanz gleichgesetzt ist.

## Allgemeines
Amine sind organisch-chemische Verbindungen, die sich von Ammoniak ableiten: Ein oder mehrere Wasserstoffatome des Ammoniaks wird z. B. durch einen Alkylrest ausgetauscht.
Nach der DIN 53176 wird die Aminzahl durch eine potentiometrische Titration bestimmt. Das bedeutet, dass der pH-Wert bestimmt wird.

## Wässrige Aminzahl
Amine reagieren wie Ammoniak in wässriger Lösung.
{\displaystyle \mathrm {NH_{3}+H_{2}O\longrightarrow NH_{4}^{+}+OH^{-}} } Ammoniak
{\displaystyle \mathrm {R{-}NH_{2}+H_{2}O\longrightarrow R{-}NH_{3}^{+}+OH^{-}} } Amin
Die Hydroxygruppe wird per Titration mit einer Säure, beispielsweise HCl, bestimmt.
{\displaystyle \mathrm {R{-}NH_{3}^{+}+OH^{-}+HCl\longrightarrow R{-}NH_{3}^{+}+Cl^{-}+H_{2}O} }
Der Verbrauch der Säure wird zur Berechnung mit dem Verbrauch von KOH gleichgesetzt.
Es wird ein Blind- und ein Hauptversuch titriert.
Die Einwaage an Substanz richtet sich nach der zu erwartenden Aminzahl:
| Aminzahl | Einwaage |
| -------- | -------- |
| bis 10   | 10–15    |
| 10–30    | 5–10     |
| 30–50    | 2–5      |
| 50–150   | 1–2      |
| 150–300  | 0,5–1    |

Die Aminzahl berechnet man wie folgt:
Der Verbrauch des Blindversuches wird von dem Verbrauch des Hauptversuches subtrahiert und mit der molaren Masse von KOH (56,1 g/mol) sowie der Konzentration von KOH multipliziert.
Anschließend dividiert man durch die eingewogene Menge des zu analysierenden Stoffes.

## Nichtwässrige Aminzahl
Bei der nichtwässrigen Aminzahl ist das Reaktionsmedium Essigsäure (wasserfrei).

## Primäre, sekundäre und tertiäre Amine
Es gibt Titrationsmethoden, die es gestatten, alle drei Aminzahlen nebeneinander zu bestimmen.